# Pristurus simonettai
Espèce
Synonymes
- Geisopristurus simonettai Lanza & Sassi, 1968

Pristurus simonettai est une espèce de geckos de la famille des Sphaerodactylidae.

## Répartition
Cette espèce est endémique du Sud de la Somalie.

## Étymologie
Cette espèce est nommée en l'honneur d'Alberto Mario Simonetta.

## Publication originale
- Lanza & Sassi, 1968 : On a new genus and species of gekkonid lizard from Somalia. Monitore Zoologico Italiano, Supplemento, vol. 2, p. 17-26.